# Takaya Yoshinare
Takaya Yoshinare (jap. 吉馴 空矢, Yoshinare Takaya; * 7. Juni 2001 in der Präfektur Osaka) ist ein japanischer Fußballspieler.

## Karriere
Takaya Yoshinare erlernte das Fußballspielen in den Jugendmannschaften vom FC Suerte Niwashirodai und Cerezo Osaka. Bei Cerezo unterschrieb er 2020 seinen ersten Profivertrag. Der Verein aus Osaka, einer Stadt in der Präfektur Osaka, spielte in der höchsten japanischen Liga, der J1 League. Die U23-Mannschaft des Vereins spielte in der dritten Liga, der J3 League. Bereits als Jugendspieler absolvierte er 16 Drittligaspiele. 2021 wechselte er auf Leihbasis zum Drittligisten Kamatamare Sanuki. Für den Verein aus Takamatsu absolvierte er sechs Drittligaspiele. Die Saison 2022 wurde er vom Viertligisten FC Osaka ausgeliehen. Am Ende der Saison wurde er mit Osaka Vizemeister der vierten Liga und stieg somit in die dritte Liga auf. Für Osaka bestritt er zwei Ligaspiele. Nach Ende der Ausleihe wurde er vom Osaka FC fest unter Vertrag genommen.